# Cathédrale de la Transfiguration-du-Sauveur (Kholmogory)
Pour les articles homonymes, voir Cathédrale de la Transfiguration.
La cathédrale de la Transfiguration-du-Sauveur (Kholmogory), (en russe : Спасо-Преображенский собор (Холмогоры)), est un édifice religieux en cours de restauration depuis plusieurs années, appartenant à l'Église orthodoxe russe, situé dans le village de Kholmogory de l'oblast d'Arkhangelsk, éparchie d'Arkhangelsk en fédération de Russie.
Elle a été construite dans les années 1685-1691 par l'archevêque Athanase de Kholmogory dans l'enceinte du kremlin de Kholmogory comme cathédrale de l'éparchie nouvellement formée de Kholmogory et Vajskiy (ru),. À l'ouest de la cathédrale, se trouve un clocher-tour à chapiteau datant de 1681-1683, qui a été construit avant l'église. Aujourd'hui la cathédrale est le seul édifice religieux sur six piliers intérieurs, situé au nord de la ville de Kargopol. Il est classé patrimoine historique de la fédération de Russie. À côté de la cathédrale se trouve la cour d'Athanase de Kholmogory, dont la façade est ornée de corindons.
Le bâtiment est en partie restauré pour assurer sa conservation, mais les dômes ne sont pas reconstruites et c'est le clocher qui est en état de restauration le plus avancé . Les offices se déroulent dans les deux petites églises situées à côté de la cathédrale qui sont de construction plus récente et sont dédiées a la descente du Saint-Esprit sur les douze Apôtres lors de la Pentecôte .

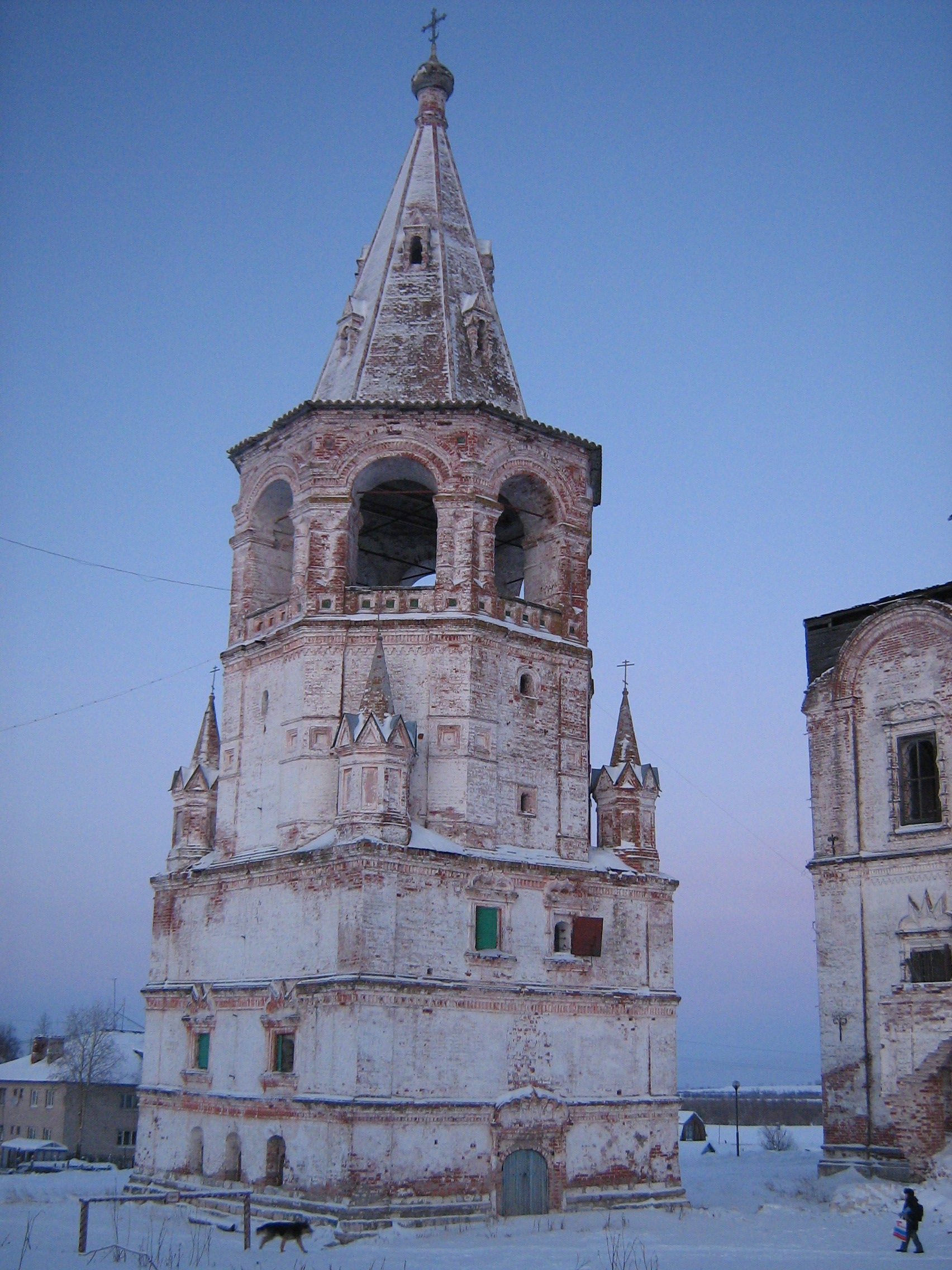
tour-clocher à chapiteau

## Histoire

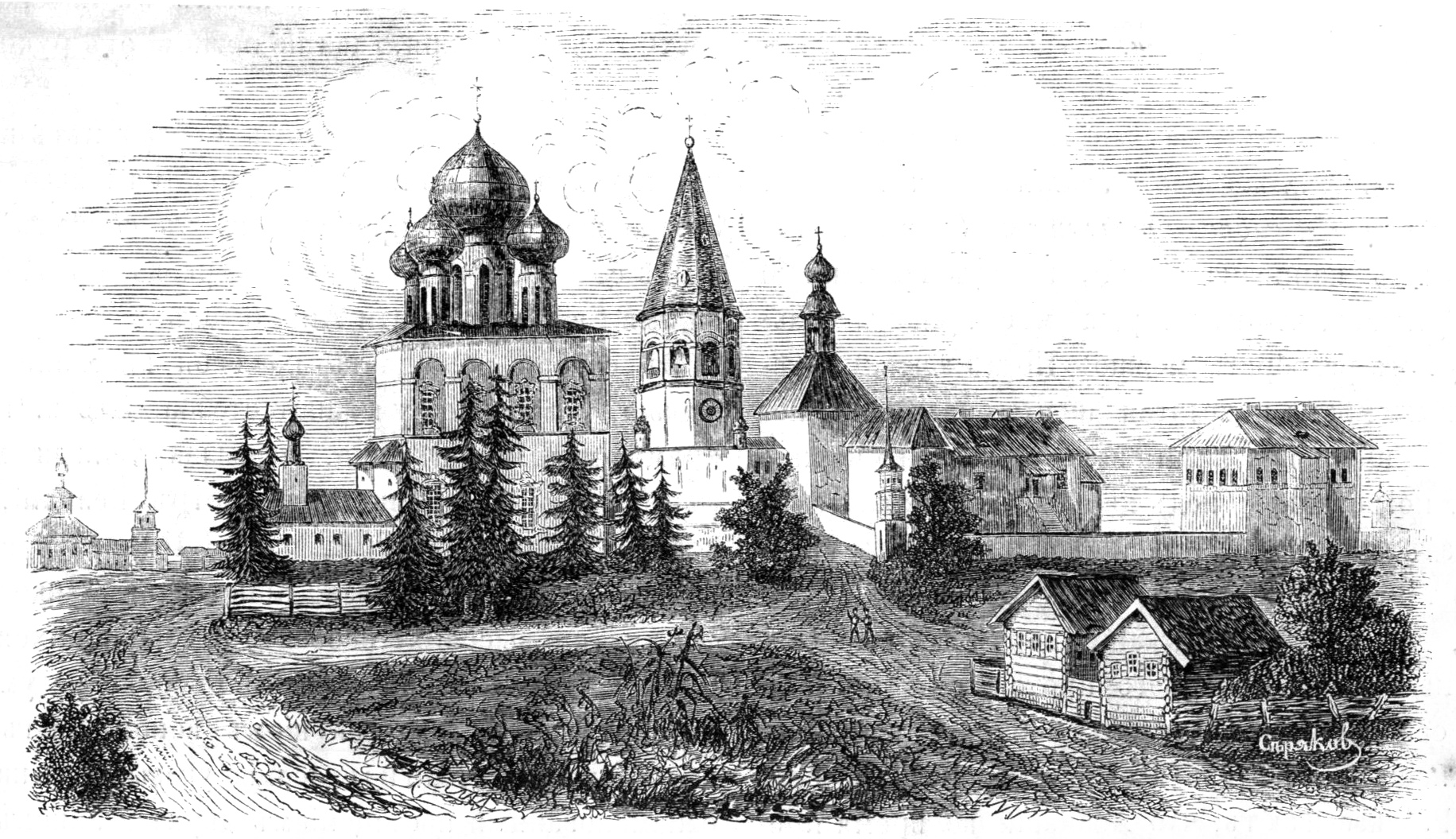
Cathédrale de la Transfiguration-monastère Ouspenski (Dormition) vers 1860.

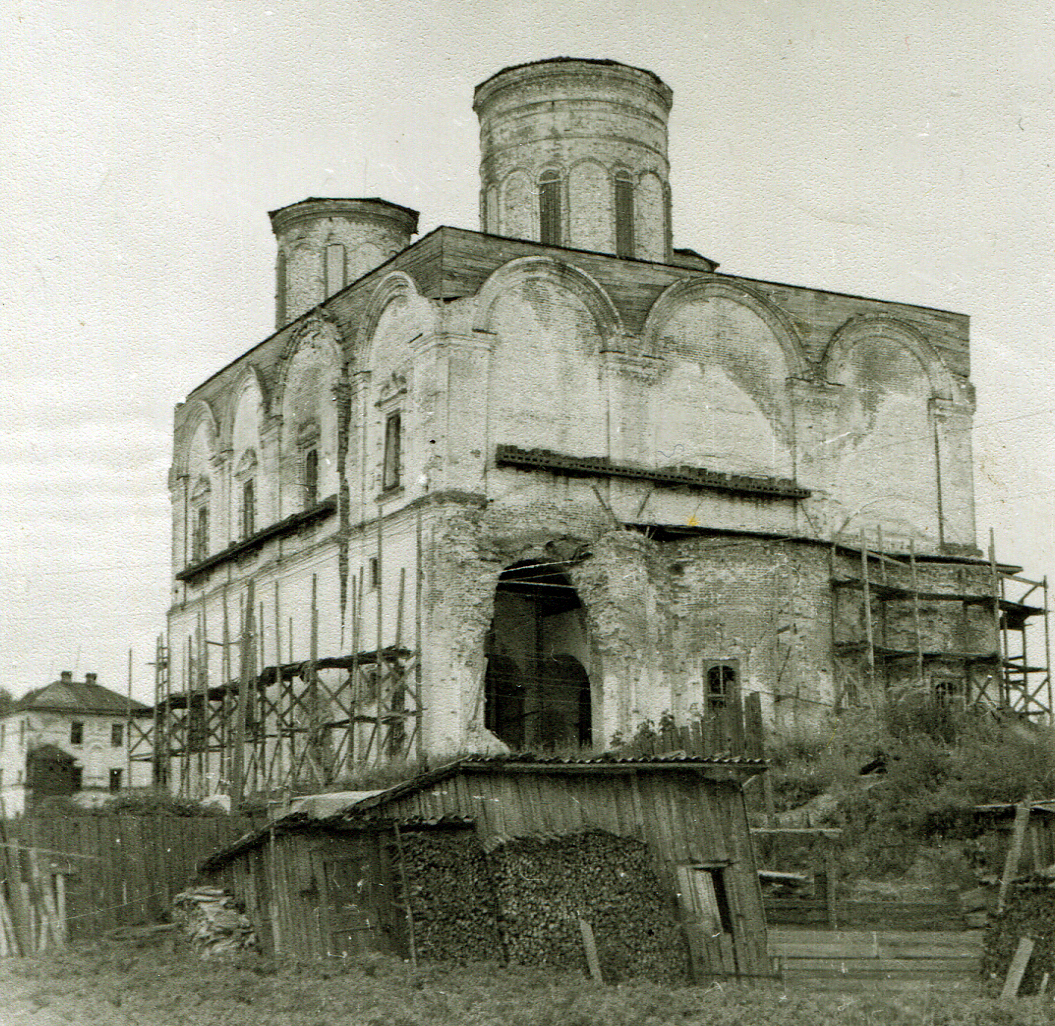
La photo de 1986 montre l'état déplorable de la cathédrale; à l'arrière-plan, la maison où se trouvait la «famille de Brunswick».

La première pierre de la cathédrale a été posée le 11 mai 1685 sur le site d'un ancien édifice religieux en bois. Sa construction a duré 6 ans sous la direction des apprentis maçons Fiodor et Ivan Stafourov. C'était le premier édifice en pierre de Kholmogory; avant la nomination d'Athanase de Kholmogory dans la ville, tous les édifices étaient construits en bois.
Le clocher-tour est réalisé avec deux cadrans, sous la ceinture des arcatures et des 
chirinkas à hauteur des tourelles formant des pinacles aux quatre coins de la base du bâtiment; en leur temps les murs étaient peint en rose avec des motifs. L'église est devenue l'un des plus grands édifices du Nord Russe. Non loin de la cathédrale, Athanase ordonna d'ériger une cour épiscopale comprenant une cure et une cloche particulière.
Dans les années qui suivirent l'ensemble servit de sépulture aux évêques; en face de celui-ci une demeure fut détenue au XVIIIe siècle par des membres de la famille d'Antoine-Ulrich de Brunswick-Wolfenbüttel (1714-1774).
Après 1920, l'ensemble a subi des détériorations et a échappé de peu à la destruction complète. Sur cinq tambours
seuls trois ont survécu. Sur toute la hauteur de la cathédrale une fissure bien visible menaçait la destruction complète de l'édifice. Pendant la seconde moitié du XXe siècle, le bâtiment a été conservé en attentant sa restauration, les murs étant soutenus par des tirants métalliques et seul le chapiteau du clocher est restauré, mais pas les dômes caractéristiques des églises russes.
En 1924 les bâtiments religieux du monastère ont servi de base à l'installation du camp de travail de Kholmogory, les biens ont été confisqués et les marins mutins du Kronstadt y ont été relégués.

Depuis 1997, la renaissance de la vie liturgique a commencé dans la région de Kholmogory. Elle a débuté au monastère Saint-Antoine-de-Siya, puis s'est poursuivi par l'organisation de la paroisse orthodoxe du village de Kholmogory.

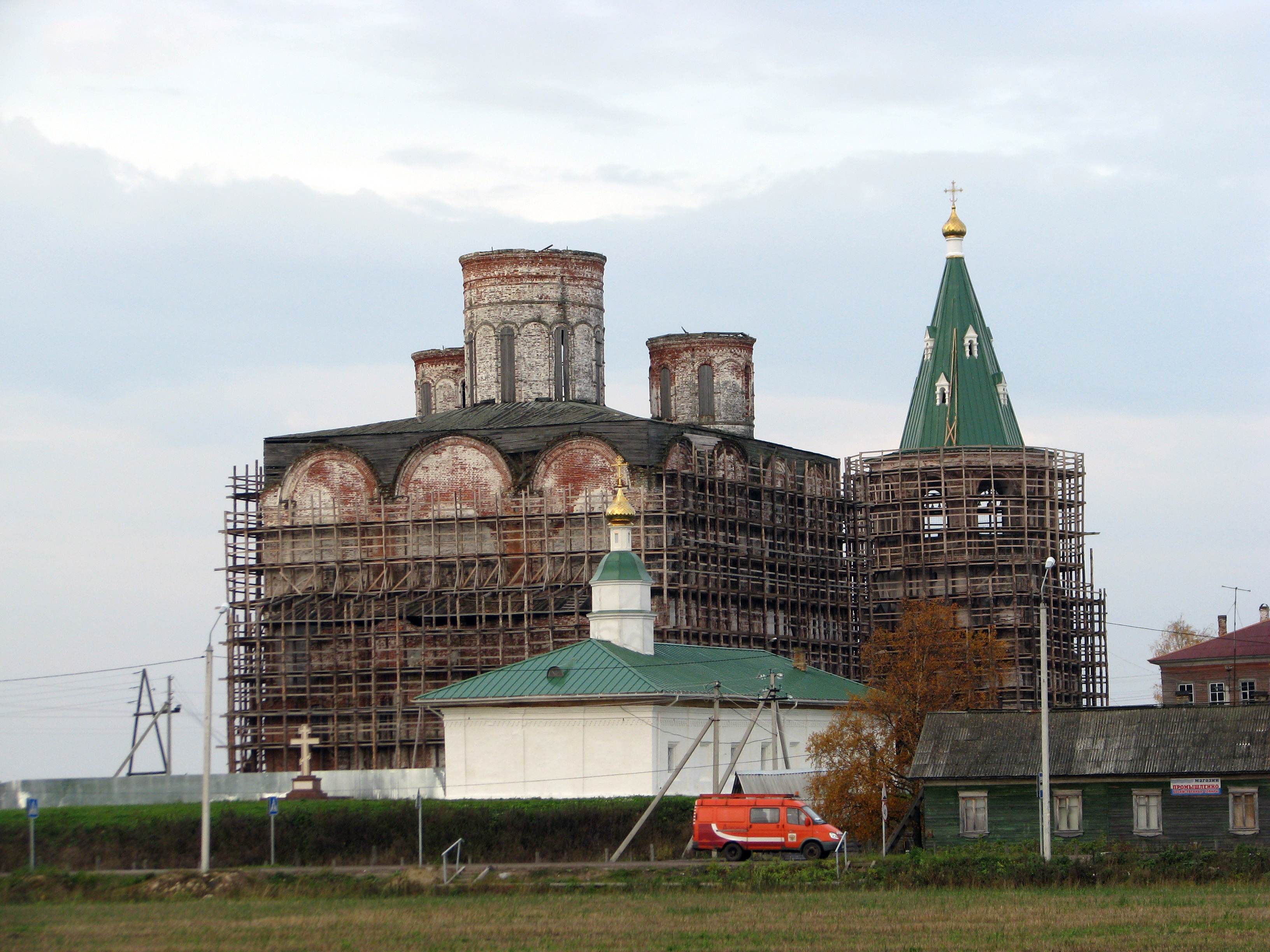
Début de la reconstruction en septembre 2010.

Actuellement, la cathédrale est ouverte comme église paroissiale, mais les fonds nécessaires pour la restauration totale ne peuvent être réunis par les habitants. L'achèvement des travaux ne peut être espéré du fait du peu de subsides provenant des pouvoirs publics même si ces derniers sont intervenus en 2011 à l'occasion du 300è anniversaire de la naissance d'une grande personnalité russe née en 1711 dans le village : Mikhaïl Lomonossov, fondateur de l'université de Moscou,.
Le secrétaire du conseil d'administration de la Fondation pour la préservation du patrimoine historique Empereur, Vladimir Stanoulevitch écrivait en 2016:  « Maintenant l'immense cathédrale symbolise la ruine qui règne dans notre région dans le domaine de la préservation des monuments historiques et ce n'est que 7 ans après l'anniversaire de la naissance de Mikhaïl Lomonossov que l'on a dépensé plus de deux milliards de roubles. Les voûtes étaient couvertes d'eau en hiver, qui gelait et les faisait s'effondrer, sombre signe des temps pour la science russe».
Depuis août 2017, le complexe épiscopal de la Cathédrale de la Transfiguration à Kholmogory, s'est ouvert et comprend outre la cathédrale, l'église des Douze Apôtres, l'église du Saint-Esprit et de Nicolas de Myre thaumaturge et le Monastère de la Dormition de Kholmogory pour femmes (ru).

## Architecture
Comme d'autres cathédrales du Nord russe de la fin du XVIIe siècle, l'édifice est marqué par un aspect encore médiéval sévère surmonté de cinq coupoles. Sa hauteur était de 42 mètres. Les architectes de cette époque s'éloignaient déjà des systèmes de recouvrement des toitures couplées à des zakomars au profit de toits à quatre pentes accompagnés de corniches. La décoration des façades est modeste: des bordures et des denticules; des portails en perspective; une 
ornementation dont on trouve des correspondances dans le dictionnaire des maîtres architectes de Moscou dans le style ouzorotché. En même temps, la structure de la cathédrale a conservé de nombreuses caractéristiques archaïques remontant à celles de la cathédrale de la Dormition de Moscou due à l'architecte italien Aristotile Fioravanti: « les voûtes en croix sont au même niveau, égales les unes aux autres reliées par de doubles arcades ».

## Intérieur

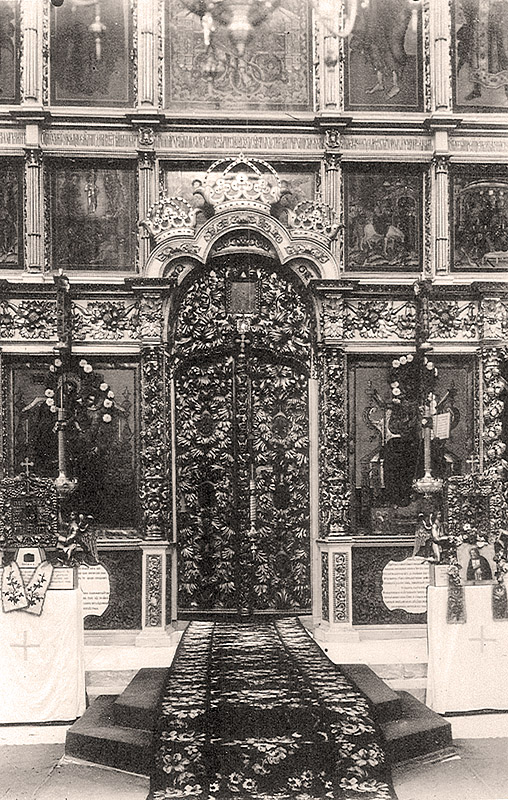
Saintes Portes Cathédrale de la Transfiguration de Kholmogory

Après la visite de la cathédrale par le tsar Pierre Ier le Grand en 1693, l'iconostase existante a été remplacée par une plus grande à 5 niveaux. Entre le deuxième et le troisième niveau de l'iconostase a été posée une corniche. Grâce aux travaux de l'éminent Athanase ont été constituées des archives de l'évêché et, par ailleurs, sur le clocher a été monté un téléscope (c'était le premier observatoire du Grand Nord russe). Les anciens typicons de la cathédrale ont été publiés en 1903.
Dans un ouvrage de 1701 est donnée une description de la cathédrale de Kholmogory.